# Люхов (Вендланд)
Люхов (нем. Lüchow, полаб. Ľugow или Ljauchüw, пол. Lugów) — город в Германии, районный центр, расположен в земле Нижняя Саксония.
Входит в состав района Люхов-Данненберг. Подчиняется управлению Люхов (Вендланд). Население составляет 9432 человека (на 31 декабря 2010 года). Занимает площадь 89,01 км². Официальный код — 03 3 54 018.
Город подразделяется на 7 городских районов.
Название «Вендланд» (нем. Wendland) означает «земля вендов» (славян). На этой территории жило полабское племя древян, до середины XVIII века сохранявшее в окрестностях Люхова свой язык.

## Города-побратимы
- Сере (Франция), (1983)
- Оборники (Польша), (2006)

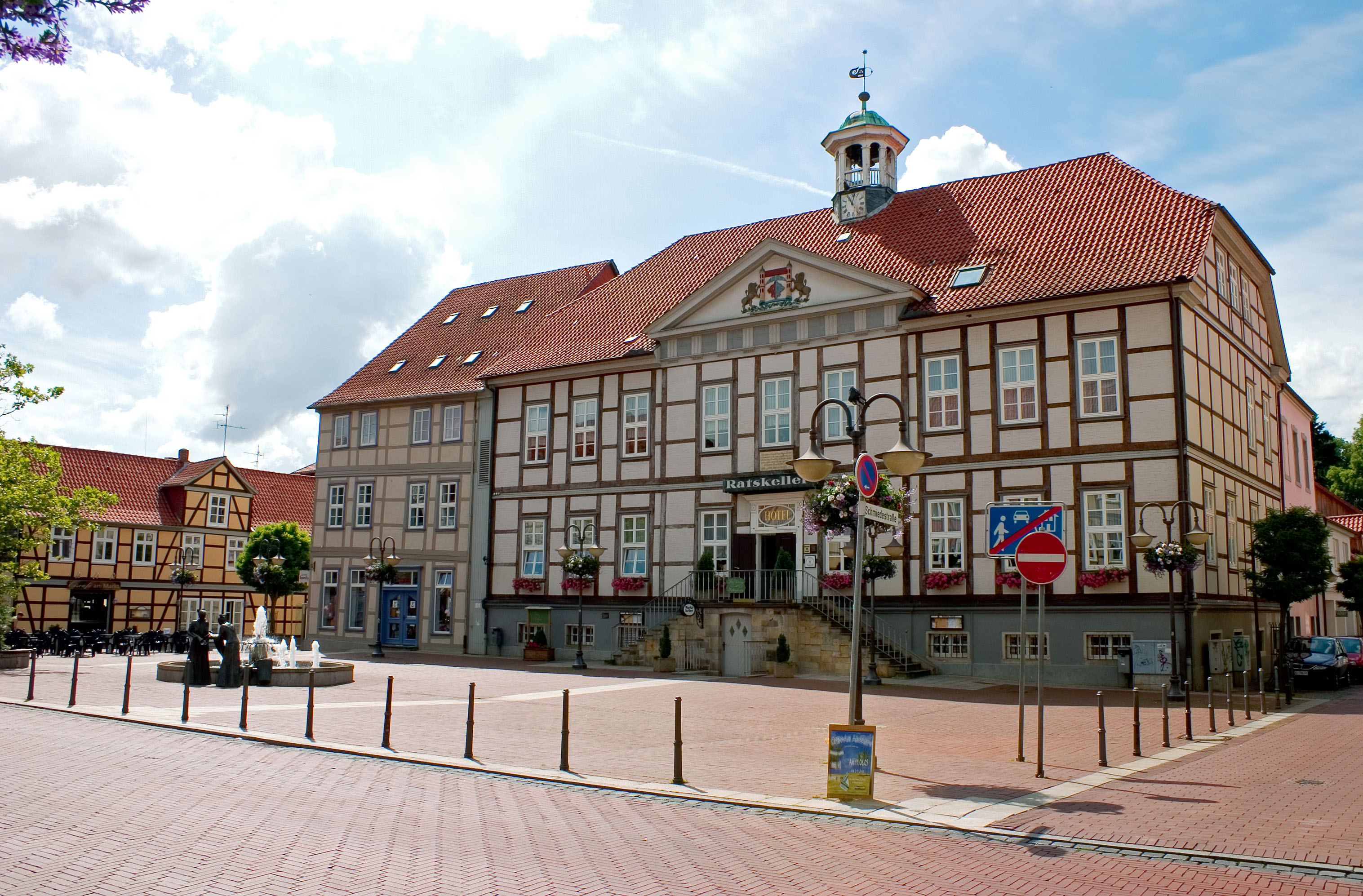
Ратуша
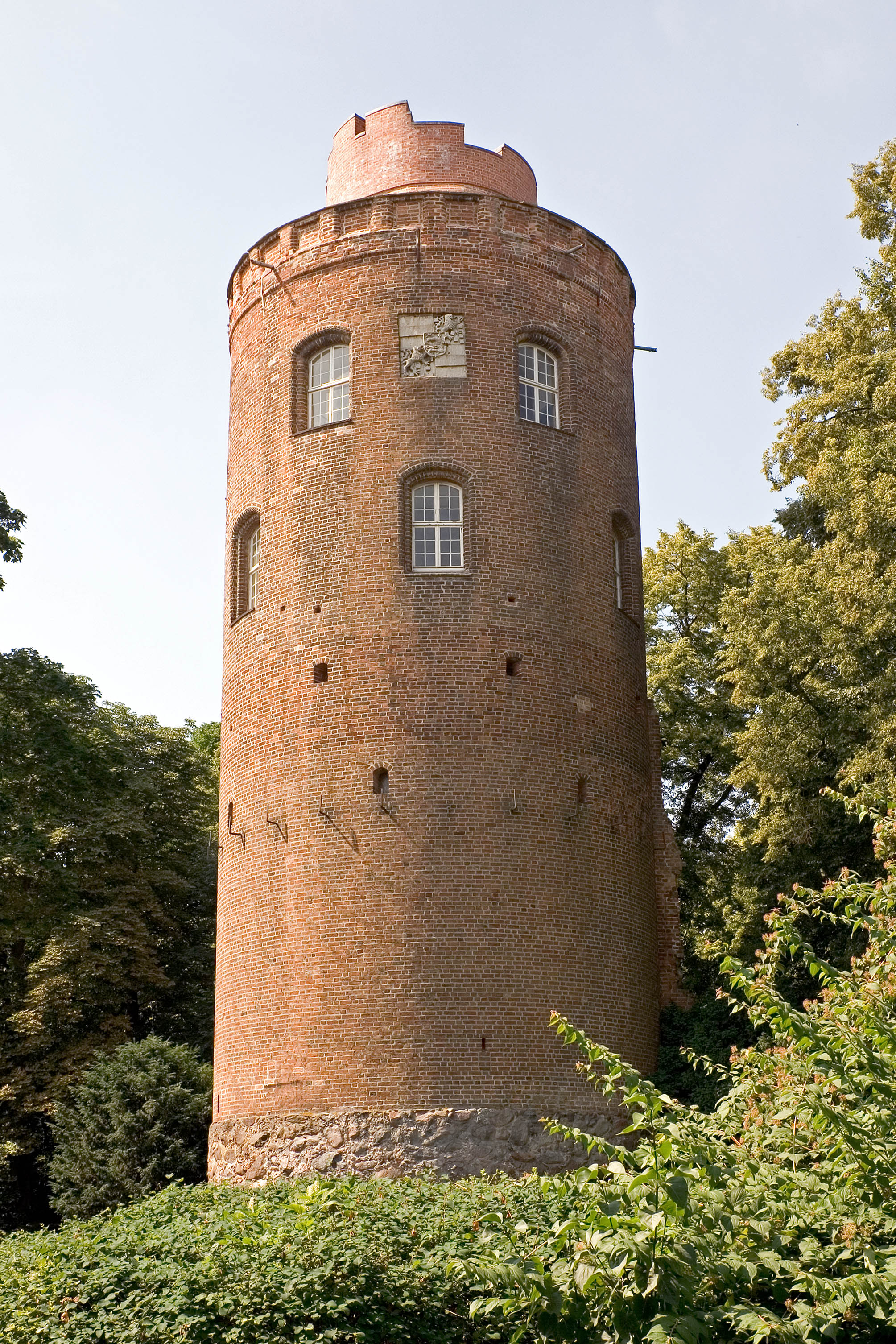
Замок